# Christina Börstelia
Christina Elenora Börstelia, född 10 november 1663 i Stockholm, död 4 augusti 1719 i Västerås, var en svensk bruksägare.

## Biografi
Christina Börstelia var dotter till kyrkoherde Laurentius Johanni Börstelius (1645–1667) och Regina Elbfas (född 1650), som var dotter till Jacob Heinrich Elbfas, samt gift första gången 1682 med brukspatron Reinhold Tersmeden (1655–1698) och från 1700 med  landshövding friherre Jonas Folkern Cedercreutz (1661–1727) i hans andra äktenskap. Hon var mor till 16 barn varav dottern Anna Maria Tersmeden Cedercreutz (1695–1776) kom att ärva Svartå bruk 1719.
Börstelia var en i raden av flera kvinnor som styrt över Svartå bruk. I likhet med dottern Anna Maria Tersmeden Cedercreutz drev hon bruket efter makens död.